# Ochropacha duplaris
Ochropacha duplaris је врста ноћног лептира (мољца) из породице Drepanidae. 

## Опис
Предња крила одраслог мољца су бледо сива са средишњом траком која је беличаста. Према ободу крила има две мале карактеристичне црне тачке. Торакс је наранџасто браон боје. Приликом мировања крила држи склопљена. Распон крила је од 25 до 34 мм. 

## Распрострањење и станиште
Врста је евроазијског распростањења. Насељава шуме и тресетишта богата брезом, шуме и речне долине са црном јовом (Alnus glutinosa). Врста је у Србији бележена на Власини и планинама Западне Србије.   

## Биологија
Ова врста лети од јуна до августа и активна је ноћу. Гусенице се хране брезом (Betula), јовом (Alnus) и тополом (Populus).  

## Синоними
- Bombyx binotata Fabricius, 1793
- Cimatophora duplaris (Linnaeus, 1760)
- Cymatophora argentea Tutt, 1888
- Cymatophora bipuncta (Borkhausen, 1792)
- Cymatophora brabantia Derenne
- Cymatophora britannica Turner, 1928
- Cymatophora clara Turner, 1928
- Cymatophora obscura Tutt, 1888
- Cymatophora obscurata Tutt, 1902
- Cymatophora pulverosa Warren, 1912
- Cymatophora undosa Hübner, 1799/1804
- Cymatophora unipunctata Spuler, 1908
- Noctua bicolor Esper, 1791-99
- Noctua bicolorata Hüfnagel, 1767
- Noctua bipuncta Borkhausen, 1792
- Palimpsestis interrupta Lempke, 1938
- Phalaena bipuncta Borkhausen, 1792
- Phalaena duplaris Linnaeus, 1761
- Tethea duplaris (Linnaeus, 1760)
- Tethea unicolor Lempke, 1960